# Хърватия
Хърватия (на хърватски: Hrvatska), наричана също Хърватско или Хърватска, е държава в Югоизточна Европа.
Граничи със Словения и Унгария на север, Сърбия, Босна и Херцеговина и Черна гора на изток. На югозапад има излаз на Адриатическо море. Площта ѝ е 56 613 km2, от които 56 500 km2 суша и 113 km2 водна площ.
Хърватия е член на Организацията на обединените нации, Съвета на Европа, НАТО, Световната търговска организация, ЦЕФТА, а от 1 юли 2013 и на Европейския съюз. Хърватската икономика е класифицирана като развиваща се от Международния валутен фонд. Хърватия е сред основателките на Инициатива „Три морета“ през 2016 г.

## История
Хърватите са славянски народ, който се заселва по днешните хърватски земи през 7 век. След период на управление на хърватските князе и крале, през 1102 година хърватите подписват съглашение с унгарския крал и той поема управлението на Хърватия. В средата на 15 век Унгарското кралство търпи тежки удари от разширяващата се Османска империя, поради което Хърватският събор поканва Хабсбургите да поемат управлението на Хърватия. След редица войни, през 18 век голяма част от хърватските земи са освободени от османска власт, но Хърватия става административно зависима от Унгария. След продължително владение на хърватското адриатическо крайбрежие от Венеция, през 1813 г. то става австрийска провинция.
В края на 1918 г., след Първата световна война и разпадането на Австро-Унгария, Хърватия влиза в състава на Кралството на сърби, хървати и словенци (СХС). Истрия, Риека и Задар попадат под италианска власт. Кралството на СХС г. е преименувано през 1929 в Кралство Югославия. Хърватия става бановина през 1939 г. По време на Втората световна война е основана Независима хърватска държава (1941 – 1945). След войната Хърватия става част от новата, социалистическа Югославия.
През 1991 г., 1 г. след първите демократични избори, Хърватия обявява своята независимост. През същата година започва война с военните части на остатъчна Югославия, която завършва през 1995 година. През 1992 г. Хърватия е приета за пълноправен член на Организацията на обединените нации (ООН). През 2008 г. военно-политическият блок НАТО изпраща писмо до Хърватия, в което кани страната да започне официално преговори за присъединяване към организацията. На 1 април 2009 г. държавата е приета за член на НАТО, а на 1 юли 2013 г. се присъединява към ЕС. Хърватия се присъединява към еврозоната и става част от Шенгенското пространство на 1 януари 2023 г., което я прави 15-ата държава членка на ЕС, която е член както на ЕС и НАТО, така и на валутния и митнически съюз на общността.

## География
Хърватия се намира в Южна Европа. В нея се срещат езера и хълмове предимно в северната и североизточната си континентална част (Централна Хърватия и Славония, както и част от Панонската низина). Планини, обрасли с гори са разпространени в Лика и Горски котар, които са част от Динарските планини. Срещат се също каменисто крайбрежие около Адриатическо море (Истрия, Северно Приморие и Далмация) и множество острови (Жут, Галешняк, Пашман, Корнат).
Климатът във вътрешността на Хърватия е умерено-континентален, в планинската част на Хърватия – предпланински и планински, по адриатическото крайбрежие – средиземноморски (с малко по-студени зими и по-топли лета).
Със средно 2600 часа слънчево греене годишно, адриатическото крайбрежие е едно от най-слънчевите по Средиземноморието, а температурата на морската вода през лятото е от 25 °C до 27 °C.
Морска площ: 33 200 km²
Обща земна и морска площ: 89 810 km²
Дължина на брега: 5835 km
Дължина на брега на континенталната част: 1777 km
Дължина на брега на островите: 4058 km
Брой на островите: варира според дефинициите, но независимо от разликите между методологиите поставя Хърватия в топ 25 на държавите с най-много острови.
Хърватското статистическо бюро използва данни от Географския отдел на Факултета по природни науки на Загребския университет, който класифицира общо 1185 острова, скали и рифове, в т.ч.
- 48 обитаеми острова
- 670 необитаеми острова (на хърватски: otoci)
- 389 скали (hridi)
- 78 рифа (grebeni)

Скалите и рифовете се определят като „скалисти останки от остров или скалисто образувание, унищожени от абразия“, разграничени според това дали са винаги над морското равнище или на, под или над морското равнище (при отлив).
В „Източна Европа: Представяне на хората, земите и културата“ историкът Марк Биондич, професор в Института за европейски, руски и евразийски изследвания в Карлтънския университет и старши анализатор по обществена безопасност към правителството на Канада, определя броя на хърватските острови на 1246, в т.ч. 
- 718 острова в конвенционалния смисъл
- 389 скали и
- 78 рифа[9]

Броят на островите в Хърватия е 1246 (в т.ч. острови, островчета, скали и залети скали) и според научен екип на Катедрата по география към Задарския университет, който се позовава на съвременната дефиниция на остров, установена от Международната хидрографска организация.
Аналогичен брой (1244) е посочен в политическия документ Национална стратегия за развитие на Хърватия 2030 в частта ѝ „Хърватските острови: извличане на максимума от техния териториален капитал чрез умни решения“ от 2019 г., както и в официалния Регистър на островите, създаден в съответствие чл. 6 от Закона за островите (Държавен вестник, бр. 116/18, 73/20 – Регламент) и Наредбата за методологията за организация и управление на островния регистър (Държавен вестник, бр. 75/20):
- 78 острова
- 524 островчета
- 642 скали[12]

Обща площ на островите: около 3300 km²
Обща брегова линия на островите: 70% от тази на хърватската брегова линия (6278 km)

### Градове
Най-големите градове в Хърватия са: столицата Загреб (1 107 150), Сплит (342 729), Риека (219 325), Осиек (96 848), Задар (70 829).  
Вижте също: Списък на градовете в Хърватия

## Държавно устройство
След приемане на новата конституция, Хърватия е парламентарна република.
Държавен глава на Хърватия е президентът, който се избира за пет години. Освен че е върховен главнокомандващ на въоръжените сили, президентът предлага министър-председателя, който се назначава от Хърватския събор.
Хърватският събор е еднокамарен законодателен орган с максимум 160 народни представители, който се избира с общи парламентарни избори с четиригодишен мандат. Хърватският събор провежда заседанията си в периодите от 15 януари до 15 юли и от 15 септември до 15 декември, всяка година.
Начело на хърватското правителство е министър-председателят, който има двама заместници и 14 министри, отговарящи за определени сфери на управление. Правителството, като изпълнителна власт, предлага проектозакони и проектобюджет, изпълнява законите и води външната и вътрешната политика на страната.
Хърватия има триинстанционна съдебна система: върховен съд, жупанийски (окръжни) съдилища и общински (районни) съдилища. Конституционният съд е компетентен по въпроси, свързани с конституцията.

## Административно деление
Хърватия е разделена на 20 жупании и един град*:
| Жупания                     | Главен град    |
| 1. Загребска                | Загреб         |
| 2. Крапинско-загорска       | Крапина        |
| 3. Сисашко-мославска        | Сисак          |
| 4. Карловацка               | Карловац       |
| 5. Вараждинска              | Вараждин       |
| 6. Копривнишко-крижевска    | Копривница     |
| 7. Биеловарско-билогорска   | Биеловар       |
| 8. Приморско-горанска       | Риека          |
| 9. Лишко-сенска             | Госпич         |
| 10. Вировитишко-подравска   | Вировитица     |
| 11. Пожежко-славонска       | Пожега         |
| 12. Бродско-посавска        | Славонски брод |
| 13. Задарска                | Задар          |
| 14. Осиешко-баранска        | Осиек          |
| 15. Шибенишко-книнска       | Шибеник        |
| 16. Вуковарско-сремска      | Вуковар        |
| 17. Сплитско-далматинска    | Сплит          |
| 18. Истрийска (Истрия)      | Пазин          |
| 19. Дубровнишко-неретванска | Дубровник      |
| 20. Меджимурска             | Чаковец        |
| 21. Град Загреб*            | Загреб         |

Вижте също: Списък на градовете в Хърватия

## Население
Основната част от населението на Хърватия представляват хърватите. Най-големите малцинства са: сърбите, бошняците, унгарците.
Демографският преход е завършен: естественият прираст се измерва в промили. Очакваната продължителност на живота и грамотността са високи.
Основното вероизповедание е католицизмът, а има и източноправославно и сунитско мюсюлманско малцинство.
Официален език е хърватският, който принадлежи към групата на южнославянските езици и използва латиницата.

## Икономика
Икономиката е основана предимно на леката промишленост и на сектора на услугите. Туризмът е значителен източник на приходи.
Въпреки че са извършени приватизация и преустройство във всички области, основни проблеми са голямата безработица (14,4% през 2004 г.) и недостатъчните икономически реформи. Ситуацията е утежнена и от лошите съдебна и административна система.

## Култура
Хърватската култура има тринадесетвековна история. Запазени са множество паметници на културата, художествени произведения и научни трудове. В Хърватия има шест паметника на световното наследство и осем национални парка.
Характерни за историко-географската област Далмация са музикалните клапа състави.
В Хърватия са родени множество световноизвестни творци на изкуството и учени, като напр. скулпторът Иван Мещрович, физиците Руджер Йосип Бошкович и Никола Тесла и много други. Хърватия се слави и със своите изобретатели, сред които са: Едуард Славолюб Пенкала (автоматична писалка) и Фауст Вранчич (парашут).
| Дата                  | Име                                             | Забележка         |
| --------------------- | ----------------------------------------------- | ----------------- |
| 1 януари              | Нова година                                     |                   |
| 6 януари              | Свети три краля                                 |                   |
| ден след Великден     | Светли понеделник                               | променяща се дата |
| 1 май                 | Празник на труда                                |                   |
| 60 дена след Великден | Свето тяло                                      | променяща се дата |
| 22 юни                | Ден на антифашистката борба                     |                   |
| 25 юни                | Ден на държавността                             |                   |
| 5 август              | Ден на победата и благодарността на отечеството |                   |
| 15 август             | Успение Богородично                             |                   |
| 8 октомври            | Ден на независимостта                           |                   |
| 1 ноември             | Вси светии                                      |                   |
| 25 декември           | Коледа                                          |                   |
| 26 декември           | Свети Стефан                                    |                   |